# Anthony Contreras
Anthony Daniel Contreras Enríquez (ur. 29 stycznia 2000 w San José) – kostarykański piłkarz pochodzenia nikaraguańskiego występujący na pozycji napastnika, reprezentant Kostaryki, od 2024 roku zawodnik łotewskiej Rigi.